# Paulina Chávez
Paulina F. Chávez (El Paso, Texas; 22 de mayo de 2002) es una actriz estadounidense. Es conocida por su papel protagónico de Ashley Garcia en la serie de comedia de Netflix The Expanding Universe of Ashley Garcia y de Flora en la serie de Netflix Destino: La Saga Winx .

## Vida personal
Paulina Chávez nació el 22 de mayo de 2002 en El Paso, Texas.  Los padres de ella son de Mexico. A la edad de 7, Chávez empezó a actuar en papeles de theatro.

## Carrera
Chávez comenzó su carrera como actriz apareciendo en numerosos cortometrajes, incluidos Li'l Mayne and the Knuckleheads (2019), y Teenage Girl: Valerie's Holiday (2019). En 2020, Madison protagonizó su primer largometraje, Day 5, a los 15 años. En 2016, comenzó un papel protagónico como Ashley Garcia en la serie de comedia de Netflix The Expanding Universe of Ashley Garcia. En 2022, fue estrella invitada en la serie de Netflix Destino: La Saga Winx como Flora. En 2024, ella apareció en la película animada Los Casagrande: La película.

## Filmografía

### Cine
| Año  | Título                                                            | Papel          | Notas      |        |
| ---- | ----------------------------------------------------------------- | -------------- | ---------- | ------ |
| 2019 | Li'l Mayne and the Knuckleheads                                   | Angel          |            | [ 10 ] |
| 2019 | Teenage Girl: Valerie's Holiday                                   | Freda          |            | [ 11 ] |
| 2023 | The Long Game                                                     | Daniela Torres |            | [ 12 ] |
| 2024 | The Casagrandes Movie                                             | Punguari/Shara | Voice role | [ 13 ] |
| 2025 | Alexander and the Terrible, Horrible, No Good, Very Bad Road Trip | Mia Garcia     |            |        |

### Televisión
| Año  | Título                                  | Papel         | Notas                         |  |
| ---- | --------------------------------------- | ------------- | ----------------------------- |  |
| 2020 | The Expanding Universe of Ashley Garcia | Ashley Garcia | Papel principal; 15 episodios |  |
| 2022 | Destino: La Saga Winx                   | Flora         | Papel principal; 6 episodios  |  |
| 2024 | Landman                                 | Ariana        | Papel principal               |  |